# Thes
Thes is een geslacht van kevers uit de familie schimmelkevers (Latridiidae).

## Soorten
- T. bergrothi (Reitter, 1880)
- T. laeviventris (Fall, 1899)